# Chiesa di San Giacomo Apostolo (Vico, Forni di Sopra)
La chiesa di San Giacomo Apostolo si trova a Vico, frazione di Forni di Sopra, in provincia ed arcidiocesi di Udine, ed è filiale della parrocchiale di Forni.

## Storia
È accertato che a Vico fu edificata una chiesetta nel XIV secolo, benché il primo documento che ne attesta la presenza risalga al 15 marzo 1449. La chiesa attuale, che ingloba una piccola parte di quella precedente, venne costruita nel 1461, come attestato da un'iscrizione che recita: "Questa chiesa fu costruita l'ultimo giorno di maggio del 1461". Una trentina di anni dopo, più precisamente nel 1492, l'edificio fu restaurato e rimaneggiato e, nel XVI secolo, alla chiesa venne aggiunto il campaniletto a vela. Nel 1767 fu edificato il presbiterio e la chiesa venne consacrata l'11 agosto 1779 dall'arcivescovo di Udine Giovanni Girolamo Gradenigo. Infine, nel 1996 il tetto fu rifatto.

## Interno

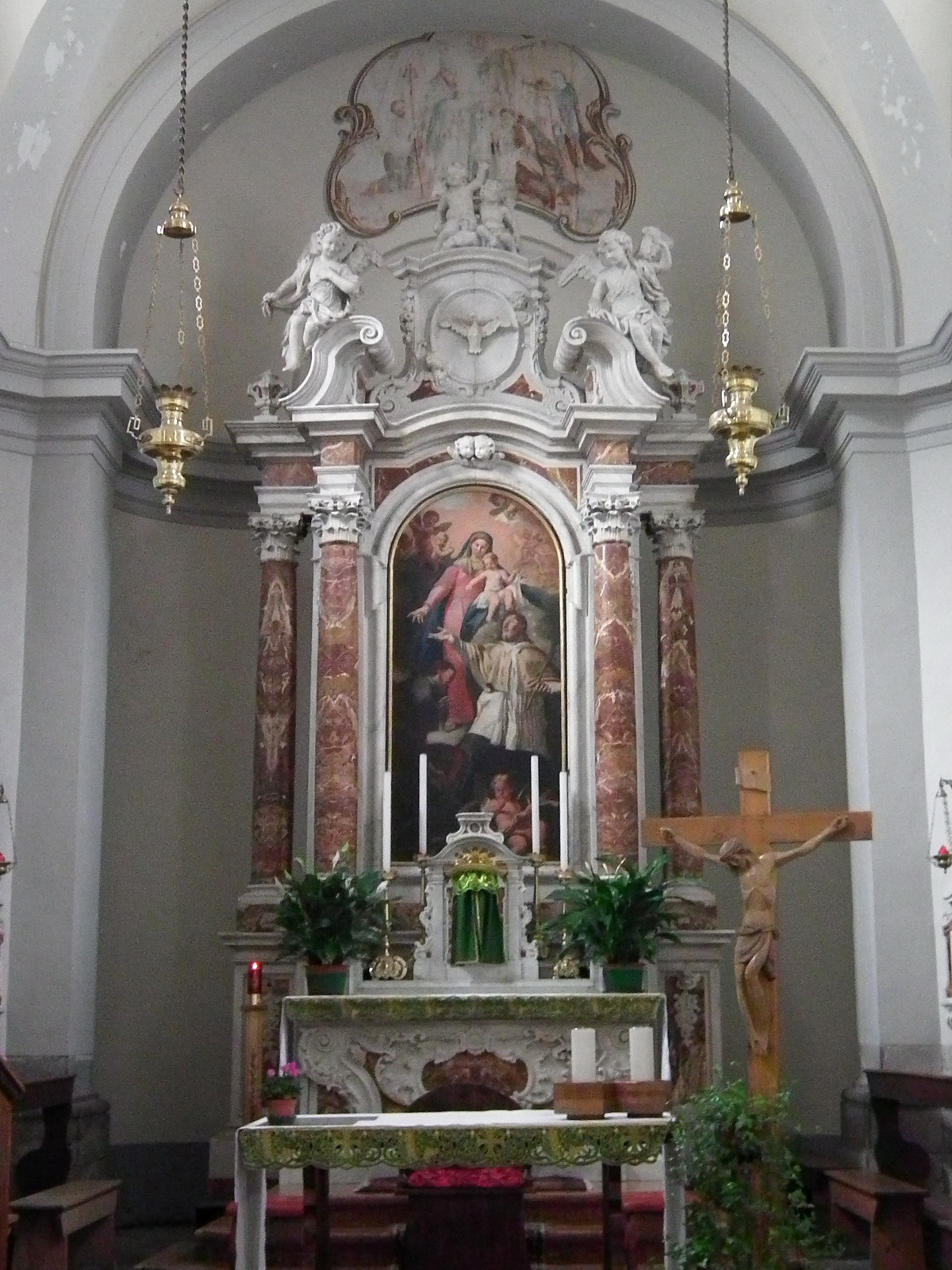
L'altare maggiore

Opere di pregio conservate all'interno della chiesa sono alcuni resti di affreschi del Bellunello, l'altar maggiore del 1820, la pala d'altare del 1748 con la Madonna col Bambino assieme ai Santi Giacomo Apostolo, Rocco, Giovanni Nepomuceno e Francesco d'Assisi, diversi affreschi di Giovanni Moro risalenti al 1931.